# Nowogard
Nowogard [nɔ'vɔgart], tyska: Naugard, kasjubiska: Nowògard, är en stad i nordvästra Polen, belägen 60 km nordost om Szczecin. Tätorten har 16 916 invånare och utgör centralort i Nowogards stads- och landskommun (Gmina Nowogard), som har totalt 24 919 invånare (2013). Administrativt tillhör kommunen distriktet Powiat goleniowski i Västpommerns vojvodskap.

## Geografi
Nowogard ligger i det historiska landskapet Hinterpommern och omges av stora ängs- och skogsområden. Stadskärnan ligger vid östra änden av Jezioro Nowogardzkie (Nowogardsjön). I närheten av staden flyter floden Sąpólna, en biflod till Rega. Avståndet till Szczecin är 60 kilometer i sydvästlig riktning, avståndet till Östersjön är omkring 55 kilometer. Ortens yta uppgår till 12,5 km², kommunens totala yta till 338,7 km².

## Historia
Orten omnämns som Nogart första gången i skriftliga källor år 1248 i ett gåvobrev utfärdat av hertigen Barnim I av Pommern till förmån för biskopsdömet Cammin. Ortnamnet har slovinziskt ursprung. Den grevliga släkten Eberstein förvärvade borgen och staden med omgivningar som län under biskopsdömet Cammin år 1274, och förblev länsherrar i staden fram till familjens utslocknande 1663. Staden erhåll stadsrättigheter enligt lybsk rätt den 30 april 1309 av de styrande grevarna von Eberstein: Otto, Hermann och Albert. År 1334 färdigställdes Mariakyrkan. 1348 drabbade pesten staden.
Genom införandet av reformationen i Pommern blev staden luthersk år 1534, och biskopsdömet kom att dras in av hertigarna av Pommern-Wolgast. Under trettioåriga kriget drabbades staden av pesten och vid slutet av kriget fanns endast omkring 300 invånare kvar i staden, varav sju gifta par. År 1665 utnämnde kurfursten Fredrik Vilhelm av Brandenburg sin ståthållare i Pommern, Ernst Bogislaw von Croy, till greve av Naugard. Under det Svensk-brandenburgska kriget (1674–1679) plundrades staden och borgen 1675 av svenska trupper. En storbrand förstörde stora delar av staden 1699. År 1715, då staden utnämndes till preussisk garnisonsstad, hade den endast 600 invånare.
Staden industrialiserades under 1700-talet och fick ett väveri, ett garveri och en läderfabrik. Under fjärde koalitionskriget år 1807 fördröjde preussiska trupper under Ferdinand von Schill den franska frammarschen mot Kolberg. Efter 1815 kom staden att bli huvudort i Landkreis Naugard i provinsen Pommern. På borgen Everstein inrättades 1820 en straffanstalt, som länge var den enda i sitt slag i Pommern. Borgen fungerar fortfarande idag som fängelse. Genom färdigställandet av järnvägen mellan Altdamm och Kolberg fick staden 1883 en järnvägsstation. Vid denna tid uppgick befolkningen till omkring 4 800 personer. År 1892 utnämndes Otto von Bismarck, som i sin ungdom varit godsherre i trakten och representerat orten politiskt, till hedersmedborgare. Vid början av 1900-talet grundades ett mejeri, ett bränneri och en stärkelsefabrik, och staden växte snabbt med bland annat ett sjukhus, postkontor, gasverk och transformatorstation. År 1911 uppfördes det nuvarande rådhuset.
Staden utgav provisoriska nödsedlar under åren efter första världskriget. Under 1920-talet kom staden även att inrikta sig mot turism, och hotellet Fürst Bismarck och en badanläggning vid Dąbiesjön byggdes vid denna tid. I centrum anlades Reinkeparken och moderna affärsgator. Vid den sista tyska folkräkningen före andra världskriget 1939 hade Naugard 8 202 invånare. I början av mars 1945 börjande stadens invånare fly västerut från annalkande sovjetiska trupper, och 4 mars inleddes striderna om staden. Röda armén intog staden den 5 mars efter strider som lagt stora delar av stadskärnan i ruiner. Den 24 juni 1945 beordrades de kvarvarande tyska invånarna av de polska myndigheterna att inställa sig på torget för tvångsförflyttning västerut över den nya gränsen vid Oder-Neisselinjen. Staden döptes om till den polska namnformen Nowogard och återbefolkades under åren efter kriget av polska bosättare och flyktingar från de tidigare polska områdena öster om Curzonlinjen. Under efterkrigstiden förlorade staden sin tidigare status som kretsstad (distriktshuvudort) och är idag sedan 1999 del av distriktet Powiat goleniowski.

## Sevärdheter

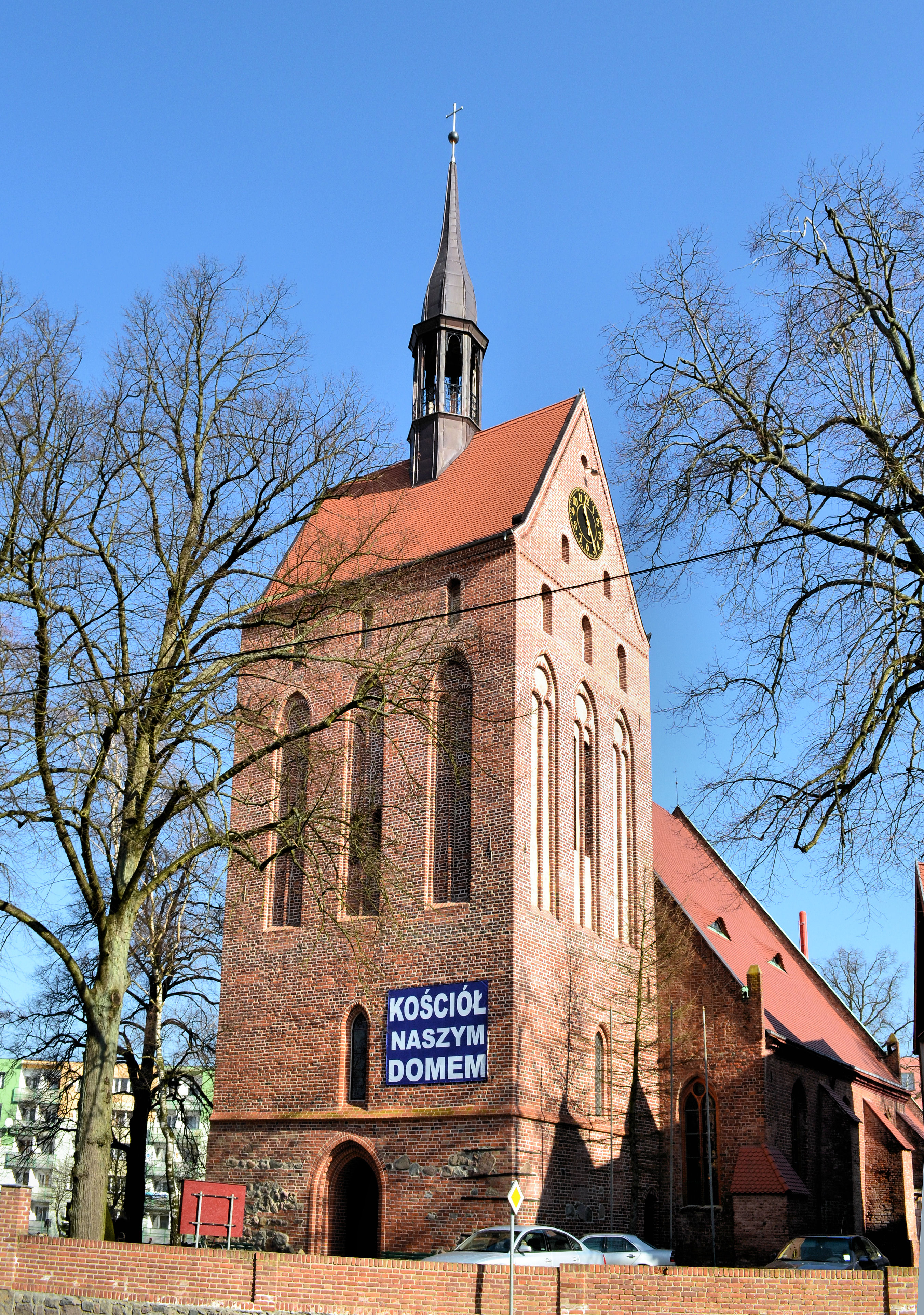
Marie himmelsfärdskyrkan.

- Marie himmelsfärdskyrkan i gotisk stil uppfördes 1334 och har flera gånger byggts om. Tornet fick sitt nuvarande utseende 1918. Högaltaret från slutet av 1500-talet och predikstolen från 1700-talet finns bevarade. En brand 3 december 2005 fick torntaket att störta in och förstörde orgeln, och kyrkan har därefter restaurerats. Familjen von Ebersteins gravkapell är idag rivet.
- Stadsmuren från 1300-talet, med bevarade avsnitt av stenmuren söder om torget. Av portarna och tornen finns idag inget bevarat.
- Stora torget, (Plac Wolności, Frihetsplatsen) med rådhuset, uppfört 1911 i jugendstil. Intill står monumentet över det polska övertagandet 1945.
- De största kända idegranarna i Västpommern finns vid torget och är 10 respektive 12 meter höga. Åldern uppskattas till omkring 700 år.

## Kommunikationer
Nowogards järnvägsstation ligger på sidolinjen mellan Koszalin och Goleniów och trafikeras av regionaltåg i riktning mot Kołobrzeg och Szczecin samt Szczecin-Golenióws flygplats.
Staden ligger vid den stora nationella vägen S6 (Szczecin–Koszalin–Gdańsk). Avståndet till Szczecin-Golenióws flygplats är omkring 20 kilometer och avståndet till färjehamnen i Świnoujście omkring 75 kilometer.

## Kända invånare
- Martin Statius (1589–1655), luthersk teolog.
- Friedrich Michael Ziegenhagen (1694–1776) teolog, hovpredikant vid brittiska hovet.
- David Cranz (1723–1777), teolog, missionär och historiker.
- Friedrich Otto Wichmann (1763–e. 1791), teolog och pedagog.
- Julius Kosleck (1825–1905), musiker och musikpedagog.
- Hermann Cuno (1831–1896), arkitekt.
- Albert Heintze (1831–1906), filolog.
- Philipp von Bismarck (1844–1894), tysk godsherre och politiker.
- Otto Dross (1861–1916), författare och gymnasielärare.
- Paul Manasse (1866–1927), laryngolog, professor vid Strasbourgs universitet och Würzburgs universitet.
- Kurt Lüdtke (1898–?), nazistisk politiker.
- Raban von Canstein (1906–2005), tysk general.
- Udo Timm (1941–2011), konservativ politiker (DA, CDU).
- Mateusz Zaremba (född 1984), polsk handbollsspelare.

## Vänorter
- Tyskland:
  - Heide (Holstein)
  - Gützkow
- Kävlinge, Sverige
- Dubrovyzja, Ukraina
- Gornji Milanovac, Serbien
- Veles, Nordmakedonien